# Diplomatisk immunitet

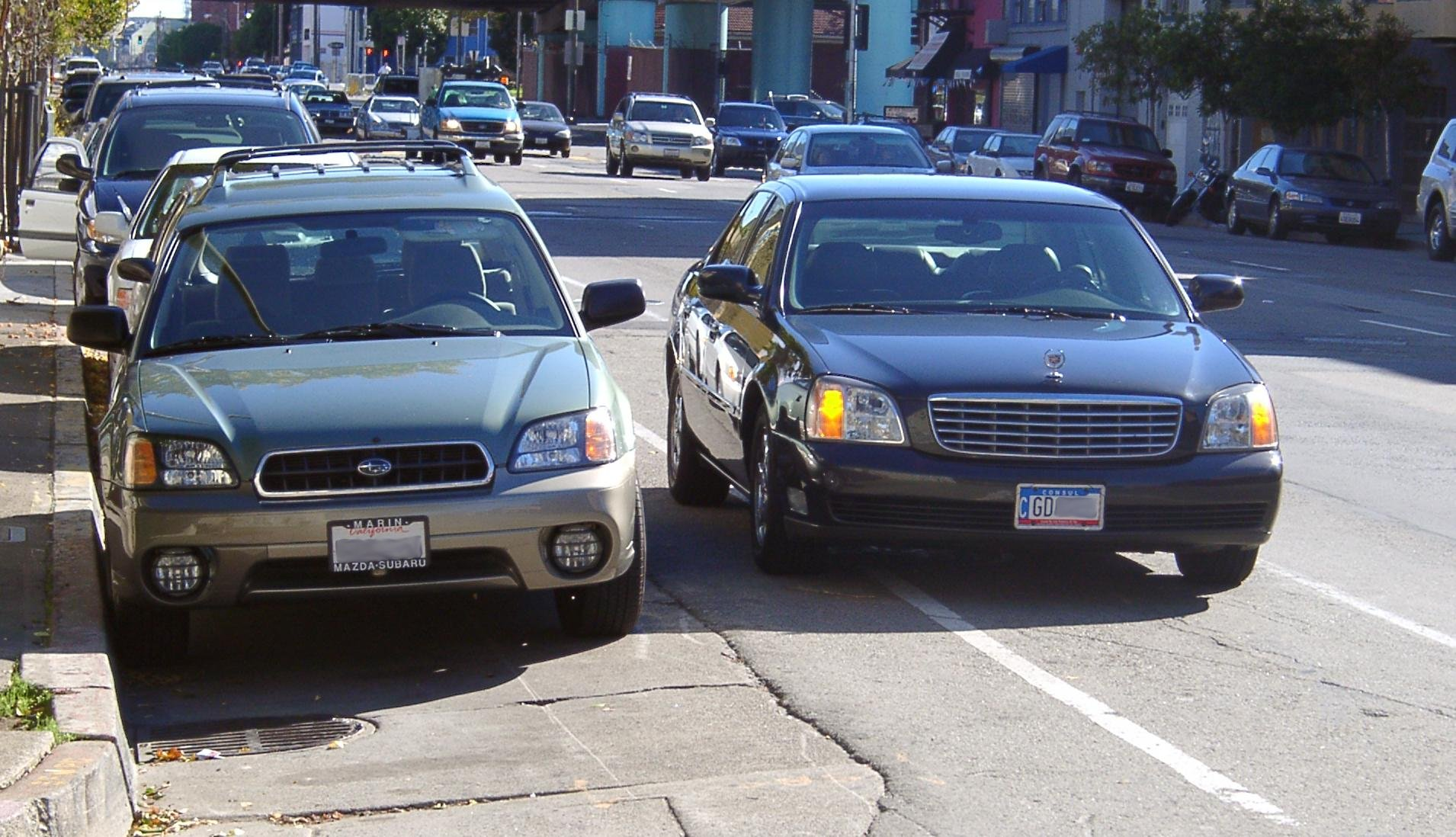
Dubbelparkerad diplomatbil i San Francisco, Kalifornien, USA den 21 november 2004.

Diplomatisk immunitet är en form av immunitet som innebär att en person som officiellt representerar en främmande stat i sitt stationeringsland är okränkbar, till exempel en ackrediterad ambassadör. Personer med diplomatisk immunitet bär diplomatpass.
Diplomatisk immunitet är en form av immunitet som innebär att ambassadör. Personer med diplomatisk immunitet bär diplomatpass.
Begreppet exterritorialrätt rör även egendom som tillhör eller upplåtes till en främmande stat i ett värdland, till exempel en ambassad eller en militärbas.
En utsänd diplomat kan inte lagföras enligt de straffrättsliga regler som i övrigt gäller i stationeringslandet. Med immunitet kan en diplomat exempelvis inte bli lagförd för fortkörning eller rattfylleri, åtminstone inte i stationeringslandet.
Värdstaten kan förklara en person som missbrukar sin diplomatiska immunitet för persona non grata, även kallat png, vilket innebär att värdstaten inte längre godtar personen som diplomat och att den utsändande staten måste kalla hem diplomaten. Samma effekt kan även uppnås genom att i enklare form uppmana den utsändande staten att kalla hem en namngiven diplomat.
Stats- och regeringschefer samt ministrar som besöker ett annat land är också okränkbara likt en ackrediterad ambassadör. I teorin kan de fällas för felparkering då det är en avgift, inte ett brott. Dock är det svårt att få dem att betala dessa och andra skulder.
Okränkbarhet gäller också militära farkoster i främmande land, bland annat örlogsfartyg och statsluftfartyg.
Immuniteten gäller i värdlandet, men beroende på hur den nationella lagstiftningen ser ut kan den sändande staten välja att upphäva immuniteten så att diplomaten kan åtalas i värdlandet, eller själv åtala diplomaten för brottet inom ramen för den sändande statens rättssystem. Båda dessa företeelser är ovanliga, och sker endast vid grövre brott.[källa behövs]

## I populärkulturen
Diplomatisk immunitet är ett begrepp ibland förekommer i fiktion. Det brukar då ofta vara personer som då missbrukar detta på extrem nivå och kan dessemellan vara grova brottslingar. Filmen Dödligt vapen 2 från 1989 har detta tema, i vilken sydafrikanska diplomater ägnar sig åt narkotikasmuggling, men hänvisar till sin diplomatiska immunitet för att formellt undanmanöverera den lokala polisen.